# Oberrödel
Oberrödel ist ein Gemeindeteil der Stadt Hilpoltstein im Landkreis Roth (Mittelfranken, Bayern). Oberrödel liegt in der Gemarkung Tiefenbach.

## Lage
Der Weiler liegt etwa fünf Kilometer südwestlich der Altstadt von Hilpoltstein im Tal der Kleinen Roth. Oberrödel liegt an der Staatsstraße 2225 zwischen Tiefenbach im Süden und Unterrödel im Norden. Eine Gemeindeverbindungsstraße führt von Oberrödel in südwestlicher Richtung parallel zur oberen Roth nach Heideck, eine weitere in nordöstlicher Richtung zur Lochmühle bei Oberrödel. Südlich von Oberrödel zweigt von der Staatsstraße 2225 eine Gemeindeverbindungsstraße nach Zell ab.
Die Ortsflur war Anfang des 19. Jahrhunderts circa 284 Hektar groß.

## Geschichte
„Rota“ bei „Tyufenbach“ erscheint urkundlich erstmals 1129, und zwar als bischöflich-eichstättischer Besitz. 1384 erwarb Friedrich II. von Heideck einige Höfe bei Rödel. 1489 ist „Oberrötell“ genannt. 1505 kam Oberrödel nach dem Landshuter Erbfolgekrieg zum neu gebildeten Territorium „Junge Pfalz“ (= Pfalz-Neuburg) und dort zum Pflegamt Heideck. Der hoch verschuldete Pfalzgraf Ottheinrich verpfändete das Pflegamt 1542 an die Reichsstadt Nürnberg, die noch im gleichen Jahr im Einverständnis mit Pfalz-Neuburg die Reformation einführte. Pfalz-Neuburg löste 1585 das Amt Heideck wieder ein. Die Wiedereinführung der katholischen Glaubensausübung im Amt Heideck und damit auch für die Untertanen in Oberrödel erfolgte mit der Rekatholisierung von Neuburg-Pfalz unter dem zum alten Glauben konvertierten Pfalzgraf Wolfgang Wilhelm ab dem Jahr 1627, und zwar durch Jesuiten in Heideck mit Hilfe eines herzoglichen Religionspatentes von 1628.
Gegen Ende des Alten Reiches, um 1800, bestand der Weiler Oberrödel aus sechs Untertanen-Anwesen, von denen je zwei grundherrlich dem Landrichteramt Heideck, dem Landrichteramt Hilpoltstein und dem Domkapitel Eichstätt gehörten. Das pfalz-neuburgische Pflegamt Heideck übte die hohe Gerichtsbarkeit aus.
Im Königreich Bayern (1806) kam Oberrödel mit seiner Mühle zum Steuerdistrikt Unterrödel und zur Ruralgemeinde Tiefenbach. Bezüglich der niederen Gerichtsbarkeit gehörte der Weiler zum 1816 errichteten Patrimonialgericht II. Klasse des Hofmarksherrn zu Zell Friedrich von Boller. Es bestand unter dem Hofmarksherrn Wilhelm von Hornberg bis 1848.
1875 wurden in Oberrödel acht Pferde und 52 Stück Rindvieh gehalten.
Zum 1. Januar 1972 wurde die Gemeinde Tiefenbach aufgelöst. Oberrödel und die Lochmühle wurden im Zuge der Gemeindegebietsreform in die Stadt Hilpoltstein eingegliedert während Tiefenbach in den Markt Thalmässing eingemeindet wurde.
In Oberrödel arbeitet ein Sägewerk.

## Einwohner
- 1818: 41 (11 „Feuerstellen“ = Anwesen, 10 Familien)[15]
- 1861: 48 (18 Gebäude)[16]
- 1871: 47 (22 Gebäude)[17]
- 1900: 51 (11 Wohngebäude)[18]
- 1950: 59 (8 Wohngebäude)[19]
- 1961: 50 (8 Wohngebäude)[20]
- 1970: 36[21]
- 1987: 33 (9 Wohngebäude, 11 Wohnungen)[22]
- Um 2015: 42[23]

## Bau- und Bodendenkmäler
Als Baudenkmal gilt die ehemalige Mühle, Oberrödel 1 (D-5-76-127-105), ein zweigeschossiger Putzbau mit Steilwalmdach aus dem ersten Drittel des 19. Jahrhunderts. 300 m nordwestlich von Oberrödel befand sich eine steinzeitliche Siedlung, die als Bodendenkmal (D-5-6833-0124) geschützt ist.
Westlich von Oberrödel, am östlichen Ortsrand von Seiboldsmühle befindet sich ein Sühnekreuz, das Steinkreuz bei Seiboldsmühle.

## Vereine
- Freiwillige Feuerwehr Tiefenbach-Oberrödel
- Bulldogfreunde Tiefenbach-Oberrödel-Unterrödel
- DJK Zell, Ober- und Unterrödel e. V.